# Maël de Gevigney
Maël de Gevigney, né le 21 septembre 1999 à Poissy en France, est un footballeur français qui évolue au Barnsley Football Club au poste de défenseur central.

## Biographie
Issu d'une famille de nobles, Maël Durand de Gevigney naît à Poissy et grandit à Feucherolles où il débute le football dans le club local en tant que milieu offensif excentré. Il rejoint le FC Versailles en 2010 et intègre la section foot de son collège. Il effectue des essais au Clermont Foot 63, à l'US Orléans et à l'AC Ajaccio sans jamais être retenu dans un centre de formation.
Il découvre le niveau sénior en National 3 avec le FC Versailles en 2019. D'abord utilisé comme latéral, il s'impose en tant que défenseur central et devient rapidement capitaine. Lors de son passage, il prend part à deux montées et une demi-finale de Coupe de France en 2022.
Supervisé par plusieurs clubs, il finalise son arrivée au Nîmes Olympique (NO) en mars 2022. Deux mois plus tard, le club officialise la signature de son premier contrat professionnel pour une durée de trois ans. Il fait ses débuts professionnels en Ligue 2 contre le SM Caen le 30 juillet 2022. Dans un contexte difficile entre le public et le président du club, il ne peut empêcher la descente du NO en troisième division à l'issue d'une saison où il dispute une trentaine de matchs.
En parallèle de son activité de footballeur, il possède un baccalauréat scientifique avec mention « bien » et une licence STAPS. Dans le cadre de ce cursus, il passe sa formation dans une école de kinésithérapeute à Saint-Denis et effectue ses stages auprès du kiné du FC Versailles où il joue. Il obtient son diplôme en juin 2022.

## Statistiques
| Saison                | Club                  | Championnat           | Championnat | Championnat | Coupe(s) nationale(s) | Coupe(s) nationale(s) | Total | Total |
| Saison                | Club                  | Division              | M.          | B.          | M.                    | B.                    | M.    | B.    |
| 2019-2020             | FC Versailles 78      | National 3            | 17          | 0           | 1                     | 0                     | 18    | 0     |
| 2020-2021             | FC Versailles 78      | National 2            | 9           | 0           | 0                     | 0                     | 9     | 0     |
| 2021-2022             | FC Versailles 78      | National 2            | 20          | 0           | 8                     | 0                     | 28    | 0     |
| 2022-2023             | Nîmes Olympique       | Ligue 2               | 31          | 0           | 3                     | 0                     | 34    | 0     |
| 2023-2024             | Barnsley FC           | League One            | 23          | 2           | 0                     | 0                     | 23    | 2     |
| Total sur la carrière | Total sur la carrière | Total sur la carrière | 77          | 0           | 12                    | 0                     | 89    | 0     |